# Mycetophagus amamianus
Mycetophagus amamianus es una especie de coleóptero de la familia Mycetophagidae.

## Distribución geográfica
Habita en Japón.